# Lucien Bouchardeau
Pour les articles homonymes, voir Bouchardeau.
Lucien Bouchardeau, né le 18 décembre 1961 et mort le 20 février 2018 à Niamey, est un arbitre nigérien de football. 

## Polémique
Lucien Bouchardeau est surtout connu pour son action lors de la Coupe du monde de 1998 : alors que le 11 juin 1998 il arbitrait le match Italie-Chili (qui s'achèvera sur le score de 2-2), il accorda un penalty contestable pour les Italiens, à la suite d'une main du défenseur Ronald Fuentes à la 85e minute. Les soupçons sont aggravés lorsque Lucien Bouchardeau accepte une interview de la part du journal italien Tuttosport, alors que c'est interdit par la FIFA. Il doit alors suspendre sa carrière d'arbitre pendant quelque temps et finalement raccroche en 2001.

## Carrière
Lucien Bouchardeau a officié dans des compétitions majeures : 
- CAN 1996 (2 matchs)
- JO 1996 (3 matchs)
- Coupe des confédérations 1997 (3 matchs)
- CAN 1998 (2 matchs)
- Coupe du monde de football de 1998 (1 match)